# Scott Gault
Scott Hunter Gault (* 31. Januar 1983 in Berkeley) ist ein ehemaliger US-amerikanischer Ruderer.
Gault begann 1999 mit dem Rudersport. 2005 belegte er im Vierer ohne Steuermann den vierten Platz bei den U23-Weltmeisterschaften. Bei den Weltmeisterschaften 2006 erreichte er den vierten Platz im Vierer mit Steuermann. 2008 gewann der amerikanische Doppelvierer mit Matt Hughes, Samuel Stitt, Jamie Schroeder und Scott Gault die Weltcup-Regatta in Luzern. Bei den Olympischen Spielen in Peking belegte der Doppelvierer aus den Vereinigten Staaten den fünften Platz mit über drei Sekunden Rückstand auf die Bronzemedaille.
Nach einem Jahr Pause kehrte Gault 2010 zurück. Zusammen mit William Miller, Wesley Piermarini und Elliot Hovey belegte er den achten Platz im Doppelvierer bei den Weltmeisterschaften 2010. 2011 wechselte Gault in den Vierer ohne Steuermann. In der Besetzung Giuseppe Lanzone, Brett Newlin, Scott Gault und Charlie Cole erreichte das Boot den vierten Platz bei den Weltmeisterschaften in Bled. Bei den Olympischen Spielen 2012 in London gewann der Vierer mit Glenn Ochal, Henrik Rummel, Charlie Cole und Scott Gault die Bronzemedaille hinter den Briten und den Australiern.